# The Medics
The Medics was een Nederlandse rockband. De band werd in 2008 opgericht in Utrecht en tekende in 2011 bij het platenlabel PIAS. Ook werd de band in diezelfde periode uitgeroepen tot 3FM Serious Talent. Op 26 augustus 2011 verscheen het debuutalbum Dance Into The Dark. Dit album werd opgenomen door producer Pim van de Werken.
The Medics heeft onder meer optredens gegeven in Paradiso en Tivoli en op diverse festivals, waaronder Noorderslag en verschillende Bevrijdingsfestivals.
Op 1 maart 2011 was The Medics te zien bij het televisieprogramma De Wereld Draait Door. Daar speelde de band de single City. Dit nummer verscheen in september 2011 op de soundtrack van de voetbalgame FIFA 12.